# 伊克雷尼
伊克雷尼，是匈牙利杰尔-莫雄-肖普朗州所辖的一个村。总面积15.58平方公里，总人口1792，人口密度115.0人/平方公里（2011年1月1日）。